# ريتشارد بوياتزيس
ريتشارد الفثيريوس بوياتزيس ( Richard Boyatzis، ولد عام 1946) هو اميركي منظر في دراسات التنظيمات الادارية و أستاذ مواد السلوك التنظيمي في جامعة كيس ويسترن ريزيرف. وهو يعتبر خبيرا في مجال الذكاء العاطفي، توغيير السلوك و الكفاءة.

## تعليمه
نال بوياتزيس شهادة البكالوريوس في الطيران والملاحة الفضائية من معهد ماساتشوستس للتكنولوجيا في عام 1968، ودرجة الماجستير في عام 1970 و الدكتوراه في عام 1973 في علم النفس الاجتماعي من جامعة هارفارد.

## حياته المهنية
بدأ بويازيس حياته المهنية في أواخر 1960s، كعالم نفس إدارة المحاربين القدامى. وبعد ثلاث سنوات من العمل كباحث ومستشار لشركات أبحاث السوق، أصبح عام 1976م مديرا في شركة استشارات ماكبير والتي هي الآن جزء من مجموعة هاي. وفي عام 1987 أصبح أستاذ مشارك في كايس ويسترن .في عام 1991 حصل على درجة أستاذ في الجامعة.
كانت مساهماته الكبيرة في نظريات حول اختصاص الكفاءة في الموارد البشرية والتي بدأها عندما قدم دراسته الرائدة بعنوان «المدير الكفؤ» (competent manager) في عام 1982.

## منشوراته
نشر بوياتزيس 150 كتابا ومقالا في مجالات الذكاء العاطفي، تغيير السلوك، والكفاءات القيادية:
- المدير الكفؤ (Competent manager): نموذج الأداء الفعال (1982). البتكار في التعليم المهني - خطوات في رحلة من التعليم إلى التعلم: قصة تغيير والاختراع في كلية ويذرهيد للإدارة (1995)
- تحويل المعلومات النوعية (Transforming qualitative information): التحليل الموضوعي و تطوير الكود (1998)
- القيادة لرنانة (Resonant Leadership): تجديد نفسك و التواصل مع الآخرين من خلال الذهن، الأمل، والرحمة (2005)
- القيادة البدائية (Primal leadership): تحقيق قوة الذكاء العاطفي - مع دانيال جولمان و آني ماكي (2002)
- لتصبح مديرا رنانا (Becoming a resonant leader): تطوير الذكاء العاطفي، تجديد علاقاتك، دعم الفعالية الخاص بك - مع آني ماكي وفرانسيس جونستون (2008)

## وصلات خارجية
- صفحة بواتزيس في موقع جامعة ويذرهيد (بالإنكليزية)
- القيادة الرنانة - موقع مور ذان ساوند (بالإنكليزية)
- ذكاء العاطفة في القيادة - موقع مور ذان ساوند (بالإنكليزية)